# Castel Morrone
Castel Morrone è un comune italiano di 3 562 abitanti della provincia di Caserta in Campania.

## Storia

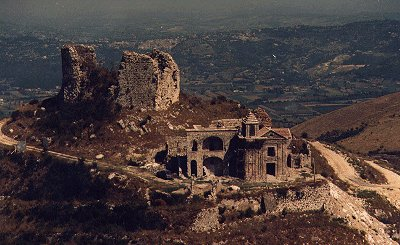
Monte Castello di Castel Morrone

Castel Morrone, (denominato "Morrone in Terra di Lavoro" fino all'unità d'Italia), è un piccolo paese, a 10 km a nord di Caserta, antichissimo per storia.
Esso, infatti, ancora oggi conserva la struttura dei "Pagus Tifatinus" con ben nove "Fundus" di sannitica memoria che si snodano ai piedi del monte Castello, che deve il suo nome, non ad un castello medioevale di cui sopravvivono alcuni ruderi, ma ad un'antichissima fortezza detta, appunto, "Castellum" del III-II secolo a.C.
Nel suo territorio sopravvivono ben 5 km di mura megalitiche o poligonali risalenti al VII-VI secolo a.C. entro le quali pare sia vissuta l'antichissima città di Plistica che faceva da ponte per l'espansione dei Sanniti alla conquista di Capua e Cuma. Questa stessa imponente fortificazione accolse nel 216 a.C. l'accampamento di Annibale, che reduce dalla vittoria di Canne sostò in quell'area per i cosiddetti "ozi di Capua".
La plurisecolare civiltà romana ha lasciato a Castel Morrone pochissime testimonianze delle quali sono sopravvissute due pietre situate una alla frazione Torone e l'altra a quella di Balzi.
Morrone ha visto sfilare su un lembo del suo territorio, bagnato dal fiume Volturno, numerosi eserciti della storia, dai più antichi, come quelli degli etruschi e quelli sanniti nelle memorabili e secolari guerre contro i romani, al già citato esercito di Annibale ed agli eserciti barbarici del nord Europa a vocazione nomade, a quelli dei vari principati nell'alto medio evo, durante la nascita delle città-stato e fino all'armata garibaldina e alle armate alleate dell'ultimo conflitto mondiale.	
Morrone in Terra di Lavoro è stato un ambito ducato del Regno di Napoli al cui titolare spettava anche il titolo di "Nobile Patrizio Napolitano".
La campagna meridionale di Garibaldi, nelle vicende risorgimentali, ha avuto sul castello di Morrone il punto focale e decisivo per le sorti della battaglia del Volturno, che portò alla unificazione d'Italia, tanto che lo stesso Garibaldi appellò il luogo "le Termopili d'Italia".
Morrone in terra di lavoro è anche una delle "Universitas Civium" più antiche e forse coeva con le prime in assoluto dato che il suo riferimento storico accertato risale al 1280.	
La chiesetta sul Castello dedicata alla Madonna protettrice detta, appunto, del Castello, risulta l'edificio più antico, ruderi a parte, che in una bolla vescovile del 1113 viene attribuita a Santa Maria De Murrone.
Il Palazzo Ducale fu costruito nella sua parte più nuova, agli inizi della seconda metà del Seicento, da Onofrio di Mauro per festeggiare l'acquisito titolo nobiliare di Duca di Morrone nel 1662, ora di proprietà comunale.
Il bel campanile della chiesa dell'Annunziata fu costruito nel 1692, da un certo Cesare Piroisa, ed è alto più di 34 metri.
L'antico palazzo "Bonito" nella metà del Settecento ospitava un gentiluomo che si chiamava, appunto, Francescantonio Bonito il quale, pur essendo solo ad un quarto delle ricchezze del Duca, gareggiava in lusso permettendosi dame di compagnia per la consorte, camerieri, servitori, cocchieri e, perfino, un cappellano privato.
Il mastodontico palazzo "Alzone" dove viveva in modo modesto e riservato il gentiluomo Carlo Alzone che ricopriva la carica di "LUCOTENENS ET JUDEX TERRA MURONIS", le cui ricchezze erano pari a quelle di Bonito. Costui morì nel 1752 lasciando tutto il suo sostanzioso patrimonio ai Padri della Missione di S. Vincenzo de' Paoli per la qual cosa il palazzo, pur essendo stato trasformato ed adattato nel corso di questo ultimi due secoli e mezzo, ha conservato la sua originaria ed imponente struttura e si è salvato dal degrado perché ancora oggi ospita un asilo ed una casa di accoglienza per anziani.

### Castel Morrone nel Risorgimento d'Italia
Il monte Castello di Castel Morrone è una collina di appena 420 m s.l.m. stracarica di storia. Deve le sue vicende plurimillenarie alla sua posizione di ineguagliabile osservatorio.
La visuale, infatti, è a 360° ed ogni lato riserva panorami vastissimi a cominciare dal massiccio del Matese, alle più profondi valli che si incuneano verso il Sannio, mentre il Volturno scorre praticamente ai suoi piedi verso Capua in una valle sinuosa che ospita paesi e città che hanno vissuto la più grande battaglia conclusiva del risorgimento italiano. Verso sud, nei giorni chiari, lo sguardo arriva fino al golfo di Napoli. 	
Un antico detto "Il Castello di Morrone (si vede) da ogni cantone", fotografa esattamente la posizione di questa collina. E proprio alla sua posizione di osservatorio privilegiato, si devono gli accadimenti storici.
La sua storia ebbe inizio nel 313 a.C. quando in seguito alla distruzione di Plistica da parte dei Sanniti, i superstiti fuggirono all'interno della valle e dopo aver fondato diversi "Fundus" alla maniera Sannita, verso la fine del II secolo a.C. avvertirono la necessità di costruirsi una fortezza.
Una volta costruito il grande muro di cinta, il luogo divenne anche sacro per la presenza di altari dedicati principalmente ad una Dea che nel corso dei millenni ha cambiato nome ma non la sua funzione, che è quella di proteggere i raccolti in generale e quello dei cereali particolarmente abbondanti nella valle: Patana-Pistia, Kerres, Cerere, per finire all'attuale protettrice, chiamata semplicemente Madonna del Castello alla quale fu dedicato un tempietto intorno all'XI secolo, la cui architettura orientaleggiante ne denuncia l'antichità.
Infatti la chiesetta nel 1113 è già citata in una bolla del vescovo di Capua, Senne, come "SANTA MARIA DE MURRONE".
Ancora oggi i riti dedicati alla Madonna riecheggiano quelli antichissimi che si svolgevano in onore degli dei i cui altari erano sul castello.

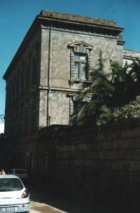
Palazzo Ducale di Castel Morrone

Poco più tardi, per difendersi dalle scorribande di guerrieri e predoni, gli abitanti dei "Fundus" si ritirarono all'interno della fortificazione costruendovi piccole abitazioni, delle quali sopravvivono pochi ruderi, dando vita a Morrone.
Per questo e per altro il luogo è sempre stato sacro ai cittadini di Castel Morrone, ma il destino, quasi a rinverdirvi la sacralità, decretò che questo monte diventasse sacro anche a tutti gli italiani.
Il 6 settembre 1860 il Re di Napoli Francesco II, visto l'approssimarsi dell'armata garibaldina, lasciava Napoli per Gaeta lanciando un accorato appello ai suoi soldati perché si arretrassero oltre il Volturno per un'estrema difesa del Reame.
I soldati napoletani, pur consci che la partita fosse perduta, si riunirono spontaneamente a migliaia per l'ultima difesa della Patria morente.
Alla fine di settembre due eserciti compatti si fronteggiavano sulle rive opposte del fiume Volturno nel tratto che andava da Capua a Maddaloni.
Il 28 settembre 1860, il 1º Battaglione Bersaglieri della Divisione Cosenz dell'Armata garibaldina, di stanza a Caserta, e comandato dal capitano Pilade Bronzetti, che sarà promosso due giorni dopo alla vigilia della morte, ricevette l'ordine di raggiungere il Castello di Morrone.
Il giorno 29 l'obiettivo fu raggiunto e fino al 30 i bersaglieri cercarono di fortificarsi alla meglio.
Il 1º ottobre 1860 dalla parte borbonica fu dato l'ordine di attacco per l'ultima grande battaglia per la riconquista del Regno, e da Amorosi la divisione Mechel mosse verso i Ponti della Valle di Maddaloni dove era atteso dalla divisione Bixio. Al bivio di Dugenta, la Brigata Ruiz forte di ben 5000 uomini fu fatta deviare per Limatola con l'ordine di marciare per Morrone, piombare su Caserta e spezzare il fronte nemico.
Arrivati a Morrone si ebbe l'impatto con i bersaglieri di Bronzetti sicché il Maggiore Domenico Nicoletti, comandante del 6º Regg.to di Linea "Farnese" ebbe l'ordine di occuparsi dei garibaldini, mentre il grosso si avviava verso Caserta. Al 6º Regg.to "Farnese" si aggregarono frazioni del 2º Regg.to di Linea "Regina" al comando del Maggiore Pietro De Francesco ed altri soldati del 4º e del 12º, che formando un battaglione erano al comando del Maggiore Musso.
Chiara risultava la sproporzione delle forze, ma Bronzetti intuì che a Castel Morrone poteva decidersi la sorte di tutta la battaglia del Volturno e non volle cedere di un sol passo.
I Borbonici lentamente ascesero il monte in modo da precludere ai garibaldini ogni ritirata ed alle 11 iniziò il combattimento vero e proprio che si protrasse per quasi 5 ore fino a quando i borbonici non riuscirono a sfondare le ultime difese dei garibaldini, che, rimasti senza munizioni, si difendevano scagliando sassi sugli assalitori.
Alla fine quasi 2000 uomini combattevano all'arma bianca in uno spazio che non bastava nemmeno a contenerli pacificamente.
Lo scontro si concluse verso le 4 del pomeriggio con la morte del comandante dei garibaldini Maggiore Pilade Bronzetti.
Pochi combattimenti hanno avuto tanti testimoni che si sono premurati di fare rapporto. Ne abbiamo molti e tutti mettono in risalto non solo l'eroismo dei garibaldini, ma anche il coraggio e il valore dei soldati borbonici.
Il Maggiore Giuseppe Mirri di parte garibaldina ci ha lasciato quasi una cronistoria degli eventi di quella giornata. A fronte delle sue memorie vi è il rapporto del Comandante Borbonico Domenico Nicoletti, che spesso coincide con quello garibaldino.
Sulla morte di Bronzetti le due versioni appaiono contrastanti. Mirri racconta che Bronzetti, per evitare una immane strage, presa una tovaglia bianca dall'altare della chiesetta, cominciò ad agitarla dichiarandosi prigioniero, ma per l'estrema confusione non fu sentito sicché infuriatosi abbandonò il drappo e si mise a menar di sciabola e, dopo essere stato ferito al collo, "…fu colpito da una palla al petto e cadde morto".
Nicoletti racconta invece di aver più volte invitato alla resa il Bronzetti senza esito, anzi questi si avventò contro il comandante borbonico con la sua sciabola ma il trombettiere di Nicoletti, per salvare il suo comandante, lo fermò con un colpo di pistola.
Nel punto esatto in cui cadde, una lapide ricorda:
```
PILADE BRONZETTI
DA MANTOVA
MAGNANIMAMENTE COMBATTENDO IN CASTEL MORRONE
QUI CADDE CON QUINDICI COMPAGNI
IL DÌ I OTTOBRE MDCCCLX
NELLA VITTORIA DELL'ESERCITO MERIDIONALE TRIONFANDO
PIEGÒ LA SPADA CONFORTATO
NEL PENSIERO CHE IL SANGUE FRATERNO SPARSO
SUGGELLI PATTO DI CONCORDIA IMPERITURA
NELLA FEDE DELLA PATRIA
UNA REDENTA
```

II combattimento assunse momenti altamente epici e drammatici ed alla fine si concluse con una ventina di morti di cui 16 garibaldini, un grandissimo numero di feriti ed oltre 220 prigionieri. A costoro il generale borbonico, comandante la piazzaforte di Capua, si rivolse dicendo: "Potete andar orgogliosi del vostro sacrificio; esso ha contribuito in gran parte a dare la vittoria ai garibaldini".
Per contro tra i garibaldini del Castello di Morrone vi era il sottotenente Matteo Renato Imbriani che divenne letterato e Deputato del Regno d'Italia, il quale qualche tempo dopo, in una orazione "
Sulle Ossa dei caduti di Castel Morrone, parlando del comportamento dei borbonici ebbe ad esprimersi così: "…pure sento il bisogno in quest'ora in cui l'animo è tutto con voi o nostri caduti fratelli d'arme, di rivolgere un pensiero a coloro che vi hanno ucciso e manifestare questo pensiero con una parola che suoni equità. Però non monta ch'ei fossero superiori in numero, ma noi li vedemmo su per queste rocce e sotto il fuoco nostro salire all'assalto e respinti, ripetere gli attacchi ed italianamente lanciarsi alla baionetta! Noi i sopraffatti abbiamo adunque il diritto di dire : "ONORE AD ESSI" come di certo cadendo pensarono i nostri compagni".
Garibaldi, da parte sua, nel suo ordine del giorno scrisse: "A Castel Morrone Bronzetti… alla testa di un pugno di cacciatori, ripeteva uno di quei fatti, che la storia porrà certamente accanto a' combattimenti di Leonida…" e nelle sue memorie I Mille: "Bronzetti… nuovo Leonida, aveva preferito morire piuttosto che arrendersi…." e più avanti: "Ed ove giacciono le ossa di tanti prodi e dell'illustre Duce Bronzetti? ITALIA LE RICORDI!".
Sulla scia di queste dichiarazioni, i giornali fecero a gara per entrare nel coro, giravano perfino cartoline memorative della tomba di Bronzetti, ma dopo poco tutti se ne dimenticarono. Soprattutto le Istituzioni per le quali quei ragazzi avevano immolato la propria giovane esistenza.
Soltanto la pietà paesana diede un'anonima sepoltura a quei poveri corpi e ci volle l'ammirevole caparbietà di un Sergente Superstite, Vincenzo Migliorini da Maddaloni, e ben 27 anni di assiduo impegno per assicurare ai caduti del Castello di Morrone un piccolo monumento.
L'8 dicembre del 1887, con grande concorso di vecchi compagni, tra i quali brillavano per la loro assenza tutti quelli che su quei cadaveri avevano costruito la loro carriera, fu inaugurato il monumento, una pietra triangolare ideata e scolpita dall'artista Enrico Mossutti, le cui epigrafi furono dettate dal già citato Matteo Renato Imbriani che al momento era divenuto un notissimo patriota e deputato del Regno.
Pochi giorni prima, il 22 novembre, un verbale di poche parole attesta che le ossa dei caduti di Castel Morrone furono deposte nel monumento.
Piace pensare che in quel momento, volontariamente, le ossa dei garibaldini e quelle dei borbonici furono seppellite con la stessa pietà, insieme, come fratelli nella pace e nella concordia eterna.
Cinque anni più tardi il monumento fu completato con l'aggiunta di un medaglione a bassorilievo in bronzo, poi andato perduto, raffigurante Bronzetti opera dello stesso autore del monumento il già citato Enrico Mossutti.

### Simboli
Lo stemma e il gonfalone del comune sono stati concessi con decreto del presidente della Repubblica del 26 giugno 2006.
(D.P.R. del 26 giugno 2006)
Il gonfalone è un drappo di rosso.
Le due sciabole d'oro decussate sono un richiamo alla battaglia del Volturno del 1º ottobre 1860, che vide impegnate l'una contro l'altra le truppe garibaldine e quelle borboniche proprio sulla sommità del Monte Castello.

## Monumenti e luoghi d'interesse

### Aree naturali

#### Le Comole

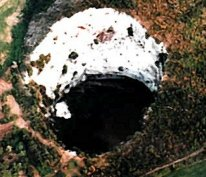
Comola grande

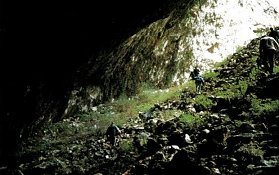
Comola piccola

Le "Comole" di Castel Morrone sono tra i fenomeni carsici più interessanti.
Sono composte da due crateri siti sul fianco di una collina chiamata Monte Fioralito, al centro della catena dei monti tifatini. Possono essere la meta di una interessante e piacevole passeggiata campestre che non presenta particolari difficoltà.
Si può lasciare l'auto sulla strada che porta a Castel Morrone in località "Masseria di Monte Coppa" (quota m 323) e seguire un sentiero appena abbozzato.
Una volta scavalcato il Monte (quota m 394), si piega leggermente a destra verso ovest e si incontra la "Comola Piccola" a quota 264 m.
Questo cratere richiede la massima attenzione perché è ricoperto da una fitta vegetazione arbustiva, per cui è difficile individuarlo e, pertanto, pericolosissimo perché può capitare di trovarsi improvvisamente sul ciglio col rischio di precipitare.
Questa Comola è a forma di damigiana con un'apertura di circa 30 metri di diametro, è profonda circa 100 metri mentre il fondo a caverna è di una larghezza che sfiora i 50 metri di diametro ed una superficie di oltre 1250 m².
La Comola Grande invece, seppur meno pericolosa della precedente, è certamente più spettacolare perché crea una forte emozione trovandosi davanti ad un enorme cratere che spacca letteralmente il fianco della collina per circa 250 m. di diametro, con una circonferenza di quasi 800 m. ed una profondità che va dagli oltre 280 m., misurata al ciglio superiore, ai circa 150 del ciglio inferiore.
Le comole sono state esplorate dal Gruppo Speleologìco del Matese.
Il prof. Pietro Parezan giudicò la comola grande come "La dolina da crollo più vasta d'Italia".
Nel 1996, per il grande interesse florofaunistico, l'intera zona è stata posta sotto protezione con vincolo del Ministero dell'Ambiente.
Il fondo è aspro e la vegetazione è ridotta a muschio e licheni anche se non manca di una pozza d'acqua, impossibile da raggiungere.
Sicché, ancor prima di scendere, una volta posizionati nella parte inferiore, ci si trova davanti ad una parete di oltre 130 m di altezza.
A circa mezza costa, si trova traccia appena percettibile di un sentiero che porta sul fondo dove si ha netta l'impressione di scendere nelle viscere della terra.
Le pareti della Comola Grande una volta erano territorio esclusivo di gracchi, altrimenti detti cornacchie, che vi nidificavano a migliaia con grande danno alle culture circostanti, in particolare quelle di granoturco.
Nelle tane del fondo vi dimoravano le volpi che si cibavano prevalentemente di cornacchie.
Ancora oggi, con i dovuti accorgimenti, non è difficile avvistarne qualcuna.

## Società

### Evoluzione demografica
Abitanti censiti

#### Etnie e minoranze straniere
Al 31 dicembre 2020, a Castel Morrone risultavano residenti 95 cittadini stranieri (il 2,58% della popolazione complessiva). Le nazionalità più rappresentate sono quella rumena (44) e quella indiana (17).

### Tradizioni e folclore

#### La gara del solco
Nei pressi del paese, la sera che precede l'8 settembre, si svolge una gara a carattere religioso e vengono tracciati dei solchi in onore di Maria SS.ma della Misericordia, patrona del paese, il cui Santuario è collocato sul monte Castello, in una posizione che domina il paese.
La gara del solco a Castel Morrone ha una tradizione antichissima che affonda le sue radici nella sua stessa cultura contadina che la esprime. È un misto di sacro e profano, di rivalità civica e di affetto devozionale, ma soprattutto è una gara di abilità contadina. Il solco viene preparato nei giorni precedenti la festa. Si tratta di tracciare un solco in direzione del santuario della Madonna della Misericordia, partendo dalle colline circostanti la vallata fino alle pendici del monte Castello. Il giorno dell'8 settembre una commissione composta da tecnici, da cultori di tradizioni popolari e da alcuni anziani contadini, si reca sul monte e decreta la vittoria del miglior solco. Una volta i solchi venivano tracciati con aratro tirato dai buoi, ma recentemente si è fatto ricorso a mezzi agricoli meccanici. Il solco, disciplinato da un regolamento, negli ultimi anni ha trovato nuova linfa e vigore per la partecipazione alla gara di molti giovani, ma anche per la promozione di esso al di fuori dei confini del paese. La valorizzazione di questa tradizione, davvero unica, è stata avvertita in questi ultimi anni nel tentativo di sfuggire all'omologazione culturale dilagante. Dal 1998 l'illuminazione notturna dei solchi, con delle fiaccole poste lungo il tragitto, se da un lato ha contaminato la tradizione, dall'altro ne ha notevolmente innalzato la spettacolarità, permettendo l'osservazione dei solchi anche nella notte del 7 settembre. La premiazione dei solchi migliori avviene la sera dell'8 settembre in piazza Bronzetti.

## Cultura

### La Casa Museo Laboratorio della Civiltà Rurale
La Casa Museo Laboratorio Della Civiltà Rurale è un Museo di interesse regionale che conserva ed espone al pubblico documenti e materiali relativi al territorio Castel Morrone, con particolare riferimento alle sue tradizioni e alla sua storia di paese rurale. La Casa Museo organizza mostre e manifestazioni, per la conoscenza, la diffusione e la valorizzazione delle tradizioni culturali di Castel Morrone e della Campania.

## Amministrazione
Sindaco dal ottobre 2021
Cristoforo Villano
| Periodo | Periodo | Primo cittadino        | Partito                   | Carica      | Note |
| ------- | ------- | ---------------------- | ------------------------- | ----------- | ---- |
| 1985    | 1990    | Francesco Damiano      | Democrazia Cristiana      | Sindaco     |      |
| 1990    | 1991    | Bernardino Papa        | Lista Civica - La Campana | Sindaco     |      |
| 1991    | 1992    | Giovanna Via           |                           | commissario |      |
| 1992    | 1997    | Alessandro Parisi      | Democrazia Cristiana      | Sindaco     |      |
| 1997    | 2006    | Aniello Riello         | L'Ulivo                   | Sindaco     |      |
| 2006    | 2015    | Pietro Riello          | Lista civica              | Sindaco     |      |
| 2015    | 2016    | Mauro Graziano         |                           | commissario |      |
| 2016    | 2021    | Gianfranco Della Valle | Lista civica              | Sindaco     |      |
| 2021    |         | Cristoforo Villano     | Lista civica              | Sindaco     |      |